# Cattleya nobilior
Cattleya nobilior possui flores delicadas, com destaque para o vivo colorido do labelo, formando admirável contraste com o lilás de suas sépalas e pétalas, geralmente bem armadas, que despertam a admiração de colecionadores em todo o mundo.

## Introdução e variedades
A variedade caerulea, pelo seu azul em tom carregado nas sépalas, pétalas e labelo, este ostentando na fauce uma mácula amarela, desperta aquele desejo que todo orquidófilo tem: a posse de um exemplar desta fabulosa variedade.
A variedade alba, com suas sépalas e pétalas em branco puro, com o labelo da mesma cor apresentando na fauce um leve colorido amarelo, causa o mesmo fascínio.
Mas o interesse de colecionadores por estas plantas deu-se a partir da descoberta da variedade que seria posteriormente denominada amaliae. Descoberta na década de 60, na cidade de Taguatinga, no Tocantins, pela educadora, jornalista e orquidófila de Goiânia, Amália Hermano Teixeira, já falecida.
As plantas desta variedade têm aspecto robusto, apresentando uma floração de colorido róseo-azulado ou róseo bem claro, com labelo amarelo-limão, em tonalidades diversas, mas ricamente estriados.
O cultivo desta espécie é reconhecidamente difícil, mas, conhecidas algumas peculiaridades, torna-se possível.
Proporcionando às plantas um ambiente igual ou mesmo superior ao que ela tem na natureza, consegue-se boa qualidade de vida e consequentemente, floração exuberante.
O uso de placas de madeira, principalmente a resistente e durável casca de peroba, traz essa aproximação. Oferece um bom desenvolvimento das plantas, que espalham suas raízes em todas as direções.
No seu habitat elas ficam meses sem receber água das chuvas. É no período chuvoso que elas absorvem grande quantidade de umidade, armazenando reservas para a época da floração. São ávidas por luz, mas não toleram, por longo período, temperaturas elevadas, superiores a 40 °C. Este acontecimento provoca danos às folhas, grandes manchas negras, provenientes de queimaduras.
A rega é ponto importante no cultivo, devendo ser rigorosamente controlada, porque as raízes desta espécie não toleram umidade constante, fato que provoca o apodrecimento das mesmas. Uma boa ventilação é necessária para que a umidade seque rapidamente. A melhor hora para a rega é aquela que coincida com o pôr-do-sol.
Esta espécie é um vegetal do tipo CAM - Metabolismo Ácido Crasuláceo - controlador da transpiração, isto é, negativa durante o dia, quando os poros estão fechados para impedí-la, e positiva durante a noite, quando os poros se abrem para absorver umidade.
Foi a partir de 1983 que uma verdadeira corrida por este tesouro espalhou-se pela região. Coletou-se tudo sem a menor preocupação quanto à seleção de exemplares. A devastação atingiu um nível elevado, agravando-se ainda mais com a implantação de projetos agropecuários que exigem, de início, a derrubada de árvores e posterior queimada, quando tudo é destruído pelo fogo. Esta atividade vem sendo intensificada de maneira avassaladora.
Mais de um século decorreu para que a Cattleya nobilior conquistasse esta posição de destaque entre tantas outras espécies notáveis. Ter a oportunidade de contemplar a floração de uma "Lori", "Senhor Emilio", "Olimpus", "Dom Rafael Wenzel","WWC(uma das mais perfeitas circunferência em forma, no que diz respeito a flor, já encontradas)"e "Mário Arruda Mendes", de tipos: Caeruleas como "Suzuki" e "Aurora" e de Amaliaes, "Sérgio A. A. Oliveira",  "Tropical" , "Southern Cross", "Natália", "Caroline", "Perfection", "José Luiz" e "Madalena".
A Cattleya nobilior foi descrita por Reichenbach em 1883 no L'Illustration Horticole. Curiosamente foi desenhada por Lucien Linden, que desde o primeiro momento preocupou-se em mostrar a diferença morfológica da planta para assim talvez distinguí-la da Cattleya walkeriana de Gardner.
Seu nome em latim, o Padre José Gonzales Raposo, significa "mais nobre", provavelmente o autor da descrição se referia a mais nobre que a Cattleya walkeriana.

## Habitat
- Cattleya nobilior  tipo: originárias dos estados de Mato Grosso, Mato Grosso do Sul, Goiás, sul do Maranhão e Tocantins, estas plantas, de cor lilás-claro ao lilás-escuro, preferem estar sempre junto aos cursos de água perene, portanto repletos de umidade o ano todo. Vegetam normalmente sobre árvores frondosas que lhes proporcionam muita ventilação. Florescem em Julho/Agosto.
- Cattleya nobilior var. Amaliae Pabst: encontram-se em extensa faixa do norte do estado de Goiás, sul de Tocantins e sudoeste da Bahia. Normalmente estão alojadas em árvores baixas, típicas do cerrado brasileiro. Diferem-se da forma típica por apresentarem cor rosa-claro com labelo amarelo-limão, intensamente entrecortado de veias lilás-escuro. Florescem em Setembro/Outubro.

## Dicas para o cultivo
As dicas de cultivo desta espécie vêm da observação da sábia natureza. Nas regiões onde elas ocorrem existem dois períodos bem definidos: verão (chuva) e inverno (seca). O que nos leva a crer que estas plantas necessitam passar por um período de seca antes da floração (entre Maio e Junho) e conseqúente aumento de regas após a floração em Agosto/Setembro, quando então produzem seus bulbos vegetativos.
Até hoje nunca foi vista a Cattleya nobilior florir em bulbos com folhas normais. Suas flores saem em bulbos especiais sem folha.  Acredita-se que estas plantas possuem algum tipo de carga genética que possibilita a floração em bulbos especiais para economia de energia, por florirem em plena seca.
A maioria dos orquidários as cultivam em cascas de peroba ou algum outro tipo de madeira, materiais que não permanecem molhados por muito tempo.

## Consideações finais
Ainda é cedo para afirmar, mas a Cattleya nobilior deve tornar-se em breve a maior matriz para produção de plantas na primavera, estação das flores, e que curiosamente é muito pobre em orquídeas, principalmente em se falando de Cattleyas. Comparando-se a Cattleya nobilior à Cattleya walkeriana, concluí-se que talvez Reichenbach tinha razão ao chamá-la de a "irmã caçula", porque todo caçula é normalmente mais "chatinho" e protegido. A Cattleya nobilior é, depois do Catasetum, a orquídea mais evoluída.